# ورزشگاه رجب طیب اردوغان
ورزشگاه رجب طیب اردوغان (به ترکی استانبولی: Recep Tayyip Erdoğan Stadyumu) یک ورزشگاه چندمنظوره در شهر استانبول در کشور ترکیه است که بیشتر برای فوتبال مورد استفاده قرار می‌گیرد. ظرفیت اولیه ورزشگاه قبل از بازسازی سال ۲۰۰۵ میلادی، ۹۵۷۶ نفر بودکه پس از اتمام بازسازی به ۱۴٬۲۳۴ نفر افزایش یافته و به افتخار رجب طیب اردوغان، رئیس جمهور ترکیه نامگذاری شد. در حال حاضر بازی‌های خانگی تیم فوتبال باشگاه فوتبال قاسم پاشا اسپور در این ورزشگاه برگزار می‌شود.